# Utricularia mannii
Utricularia mannii — вид рослин із родини пухирникових (Lentibulariaceae). 

## Біоморфологічна характеристика
Тонка стеблина заввишки 2.5–10 см, що виникає з невеликих бульб і має 1–3 жовті квітки 1.7–2.5 см завдовжки.

## Середовище проживання
Зростає у Камеруні й Нігерії.